# Ioane Ialghusidse

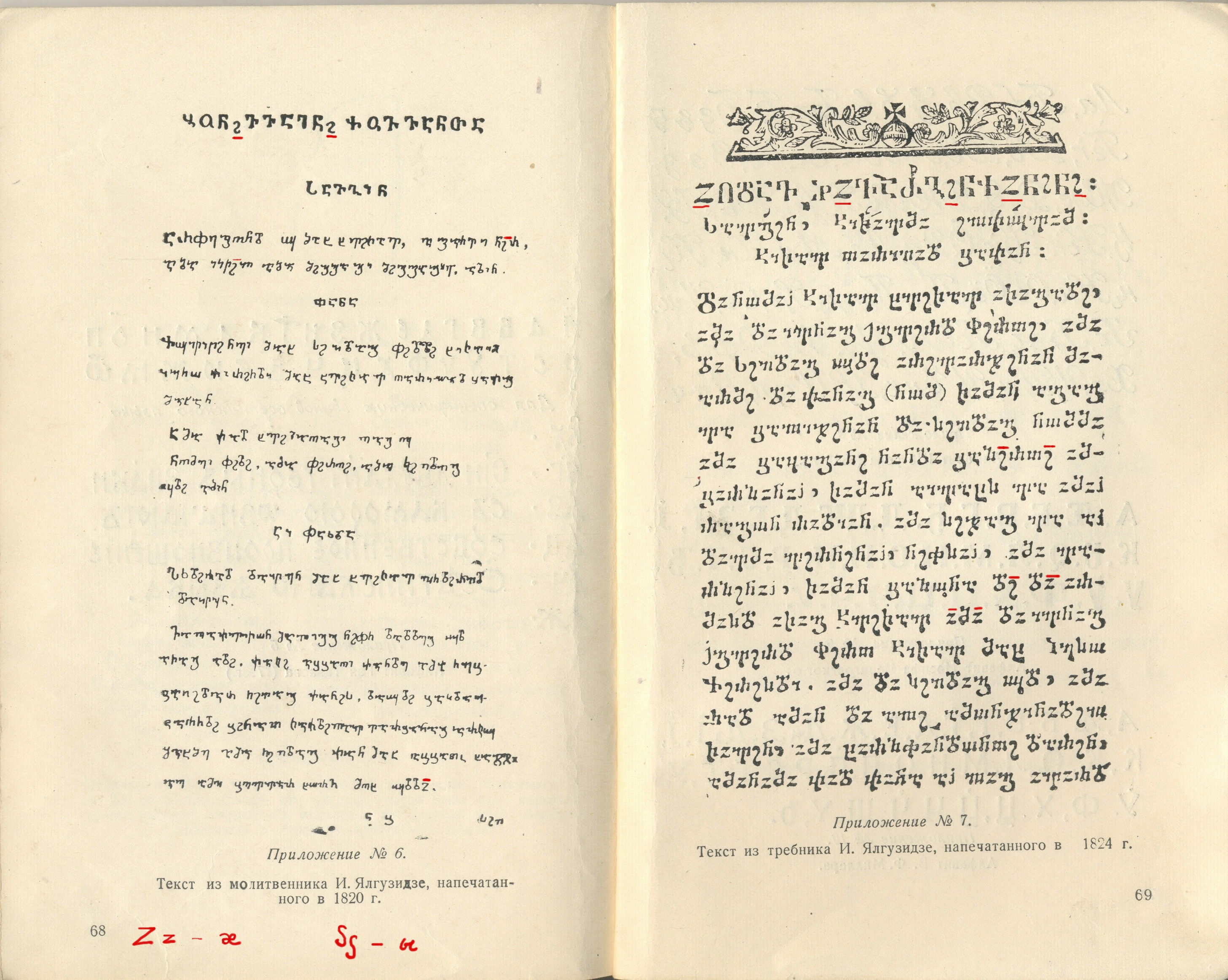
Ossetischsprachige Gebete (links, 1820) und Segen (rechts, 1824), übersetzt von Ioane Ialghusidse aus dem Georgischen und gedruckt in der georgischen Nuschuri-Schrift

Ioane Ialghusidse, manchmal auch Ioane Ialghusidse-Gabarajew (georgisch იოანე იალღუზიძე-გაბარაევი, ossetisch Ӕгъуызаты Иуане; * 1770 oder 1775 in Salda, in der Nähe von Dschawa, Königreich Kartli-Kachetien; † 5. August 1830 in Tiflis, Russisches Reich) war ein georgisch-ossetischer Schriftsteller und Missionar der Neuzeit und Begründer der ossetischen Literatur. Er war an pädagogischen und christlich-missionarischen Aktivitäten unter den im Norden des Königreichs Kartli-Kachetien lebenden Osseten beteiligt. 
Ialghusidse stammte aus der Familie Gabarajew. Der Familienname Ialghusidse gilt heute als Pseudonym, das er selbst nannte, um den historischen Ursprung seines Familiennamens zu betonen. Ialghusidse erhielt eine theologische Ausbildung am Hofe der georgischen Könige Erekle II. und Giorgi XII. Er sprach fließend Georgisch, Ossetisch und Russisch. 1802 entwickelte er das erste ossetische Alphabet, das auf der georgischen Schrift basierte. Dieses Alphabet wurde von Osseten sowohl im Südkaukasus als auch im Nordkaukasus verwendet. Dieses Alphabet wurde verwendet, um religiöse Literatur zu drucken, die Ioane Ialghusidse aus dem Georgischen ins Ossetische übersetzte, insbesondere Katechismus, Evangelien, Gebete usw. In den ersten Jahren des 19. Jahrhunderts entwickelte er auch das erste Lehrbuch der ossetischen Sprache, das ebenfalls auf der georgischen Schrift basiert. 
Neben der ins Ossetische übersetzten kirchlichen und pädagogischen Literatur hat Ialghusidse auch originale georgischsprachige Gedichte verfasst. Dies sind hauptsächlich lyrische Gedichte, die der Frau des georgischen Prinzen Ioane Bagrationi gewidmet sind. Ebenfalls auf Georgisch verfasste Ialghusidse sein wichtigstes Epos „Ialghusiani“, das die Geschichte der Heldentaten von Ialghusin, dem Sohn des ossetischen Königs, erzählt und christliche Ideen predigt. Als Hauptziel seines Epos setzte Ialghusidse selbst die Beschreibung von „von wem wir abstammen, wer von wessen Nachnamen kommt, wer von wem ist“ (georgisch „ვისგან ვართ შთამომავალი, ვინ ვის გვარიდან ძეობდეს, ვინ ვისგან არს მომავალი“). Literaturkritikern zufolge beabsichtigte er, seine eigene Genealogie vorzustellen, und beschrieb zu diesem Zweck die Heldentaten von Ialghusin, um seinen Nachnamen Ialghusidse von diesem abzuleiten und damit seine eigene königliche Herkunft zu belegen.